# Small Wonder (phim truyền hình)
Small Wonder là một bộ phim truyền hình hài kịch tình huống và hài khoa học viễn tưởng thiếu nhi của Mỹ được phát sóng lần đầu từ ngày 7 tháng 9 năm 1985 đến ngày 20 tháng 5 năm 1989. Bộ phim xoay quanh gia đình của một kỹ sư chế tạo người máy, anh đã chế ra một người máy có hình hài của một bé gái, đặt tên là Vicki và cố giấu nó dưới danh tính con gái nuôi của họ. Bộ phim này đã bất ngờ trở nên ăn khách, đặc biệt là đối với phân khúc đối tượng thiếu nhi, khi nhiều kênh thuộc các quốc gia khác nhau chiếu lại bộ phim. Do nổi tiếng ở một số quốc gia nên bộ phim đã được lồng tiếng bằng nhiều ngôn ngữ khác nhau.

## Tiền đề
Truyện phim xoay quanh VICI (từ viết tắt của Voice Input Child Identicant, phát âm là "Vicki"), một android trong hình dạng một bé gái 10 tuổi. Vicki được chế tạo bởi Ted Lawson (một kỹ sư kiêm nhà phát minh của United Robotronics) nhằm hỗ trợ trẻ em khuyết tật. Lawson đưa con robot về nhà để nó trưởng thành trong môi trường gia đình. Các tính năng của Vicki bao gồm sức mạnh và tốc độ siêu phàm, ổ cắm điện xoay chiều dưới cánh tay phải, cổng dữ liệu dưới cánh tay trái và bảng điều khiển truy cập ở sau lưng. Mặc dù vậy, gia đình Lawson ban đầu giấu Vicki bằng cách xem nó là một bé gái mồ côi mà họ nhận nuôi hợp pháp làm con gái.
Gia đình Lawson cố giữ bí mật về sự tồn tại của con robot, nhưng những người hàng xóm khó ưa của họ là gia đình Brindle cứ xuất hiện vào những thời điểm bất ngờ nhất — đặc biệt là cô bé hàng xóm tọc mạch Harriet, bên cạnh người cha là đồng nghiệp của Ted Lawson. Sự hài hước của bộ phim thường bắt nguồn từ việc Vicki cố học theo hành vi con người, chứng nhại chưa từng có của cô bé, cách con robot diễn giải lời nói theo nghĩa đen và những nỗ lực việc che giấu bản chất thực sự của robot từ phía gia đình Lawson.
Để giải thích cho sự lớn lên của nữ diễn viên nhí Tiffany Brissette trong suốt bộ phim, các nhà sản xuất loạt phim đã để Ted nâng cấp Vicki trong mùa phim thứ ba. Anh làm cho khuôn mặt của cô bé trông già đi, để cô mặc những bộ quần áo hiện đại và cho phép cô ăn uống. Thức ăn đi qua cơ thể cô một cách tự nhiên còn đồ uống làm mát hệ thống nội tạng của cô.

## Diễn viên và nhân vật
- Dick Christie vai Ted Lawson[1][2] - bố của Jamie, chồng của Joan và người tạo ra Vicki. Anh là một kỹ sư chế tạo người máy, lúc đầu tạo ra robot Vicki để làm người giúp việc cho gia đình với ngoại hình của một cô bé.
- Marla Pennington vai Joan Anderson Lawson[2][3] - Vợ của Ted và mẹ của Jamie. Hơn bất kỳ ai khác trong phim, Joan xem Vicki như người thật.
- Jerry Supiran vai Jamie Lawson[2] - cậu con trai 10 tuổi của Ted và Joan.
- Emily Schulman vai Harriet Brindle[2][3] - cô bé hàng xóm tọc mạch và phải lòng Jamie.
- Tiffany Brissette vai Victoria "Vicki" Ann Smith-Lawson[4] - Một người máy có hình hài một cô bé. Robot này là một dạng Voice Input Child Identicant (VICI), nhưng nó được đặt biệt danh là Vicki. Cô bé có mái tóc và làn da thật. Cô sở hữu sức mạnh và tốc độ siêu phàm và chạy bằng năng lượng nguyên tử. Vicki có bảng điều khiển truy cập ở sau lưng, ổ cắm điện ở nách phải và cổng nối tiếp RS-232 dưới nách trái. Trí tuệ nhân tạo của Vicki không hoàn hảo; cô không có khả năng cảm xúc, nói bằng giọng đều đều và diễn giải hầu hết các mệnh lệnh theo nghĩa đen. Cô có thể hòa nhập vào thế giới thực ở một mức độ nào đó. Vicki đi học và không ai biết về bí mật của cô bé, ngoại trừ những người trong gia đình cô và một vài người bạn đáng tin cậy. Đôi khi, Vicki có những khả năng hiếm có dường như chỉ xuất hiện trong một hoặc hai tập phim, chẳng hạn như kéo dài cổ để vươn tới lỗ nhìn trộm của cửa, thu nhỏ kích thước thành một con búp bê hay tự làm mình cao 10 feet để được mọi người chú ý. Bằng cách nào đó, cô cũng có thể truyền đủ điện qua tay mình để khởi động một chiếc ô tô (hoặc có khả năng điều khiển tốt hơn, làm một máy khử rung tim để cứu sống một người bị trụy tim). Một chủ đề lặp lại nhiều lần là Vicki có một hệ thống học tập siêu năng lực cho phép cô cải tiến những thứ như chất tẩy rửa mới hoặc tăng đáng kể mức tiêu thụ xăng của ô tô (điều mà Jamie thường xem là cơ hội để làm giàu nhanh chóng), chỉ là những cải tiến của cô bé không hoàn hảo. Vicki sống trong một chiếc tủ đặt ở phòng ngủ của Jamie và dần trở nên giống người hơn trong suốt bộ phim.  Sau một cuộc tìm kiếm toàn quốc cho vai Vicki, các nhà sản xuất đã ngay lập tức "yêu Tiffany", mà theo Dick Christie: "bởi vì cô bé có thể nói được giọng đều đều đó trong 3 mùa đầu tiên". Đến phần 4, Tiffaniy được phép nói chuyện tự nhiên hơn, vì sự phát triển của Vicki được giải thích là do "nâng cấp hệ thống".[1]

### Nhân vật phụ
- William Bogert vai Brandon Brindle - Ông là bố của Harriet, trở thành sếp của Ted Lawson sau khi lấy cắp ý tưởng của Ted, và cũng là hàng xóm của nhà Lawson.
- Edie McClurg vai Bonnie Brindle - mẹ của Harriet và vợ của Brandon. Nhân vật bị lược bỏ từ mùa thứ hai trở đi sau khi McClurg tham gia dàn diễn viên của The Hogan Family, mặc dù Bonnie xuất hiện thêm một lần nữa trong tập phim ở mùa thứ ba.
- Alice Ghostley vai Ida Mae Brindle - cô em gái thẳng tính, tự nhận mình biết tuốt của Brandon và gần giống vợ ông là Bonnie.
- Paul C. Scott vai Reggie Williams[5] - cậu bạn thân nhất của Jamie và đôi khi là đối thủ của Jamie.
- Lihann Jones vai Jessica - bạn gái của Jamie.
- Daryl Bartley vai Warren Enright - bạn học cũ của Jamie.
- Tiffany Brissette vai Vanessa - người máy xấu xa trông giống Vicki, nhưng không nói giọng đều đều (mùa 3–4).

## Sản xuất
Nhà sáng tạo của bộ phim là ông Howard Leeds, tác giả kịch bản của những phim như Bewitched và The Brady Bunch. Ông còn viết kịch bản cho My Living Doll, một bộ phim truyền hình cũng xoay quanh một robot nữ (do Julie Newmar đóng). Leeds đã vay mượn tiền đề của phim này để đưa vào Small Wonder.
Theo Pennington (diễn viên thủ vai Joan Lawson) chia sẻ, vai diễn Vicki thực sự là một thử thách khó với bất kì diễn viên nào: không chỉ làm "tâm điểm" của chương trình và luôn diện bộ váy tạp dề đỏ trắng đặc trưng của mình, mà còn phải luôn nói giọng đều đều và không bộc lộ bất kì cảm xúc nào. Cô cho rằng vai diễn gây nhiều khó khăn cho Brissette: "Tôi biết cô bé bực bội vì không thể mặc đồ khác và phải nói bằng giọng đều đều. Đó là một nỗi thất vọng lớn với cô ấy. Song cô bé lại là một người chuyên nghiệp." Đoàn phim cũng có những cảnh quay làm khó Brissette với những hiệu ứng đặc biệt, chẳng hạn như khi đầu Vicki xoay vòng hay việc cô bé dễ dàng nhấc bổng Jamie khỏi ghế bằng một tay để hút bụi dưới chân cậu. Theo Schulman (diễn viên đóng Harriet): "Tiffany một lần nữa phải chịu đựng. [Vì] những cảnh này mất rất nhiều thử nghiệm và sai sót." Ở đằng sau hậu trường, mặc dù các diễn viên rất hợp nhau như "một gia đình lớn", nhưng cha mẹ của các diễn viên nhí thì không. Schulman kể rằng đoàn phim đã phải thuê 3 giám hộ, vì cha mẹ họ không đồng ý chỉ có một giám hộ.

## Tái chiếu và phát sóng quốc tế
Sau khi bộ phim kết thúc, phim được tái phát sóng đồng bộ vào các ngày trong tuần trên nhiều đài trên khắp Hoa Kỳ và tiếp tục cho đến năm 1996. Sau đó, bộ phim không được phát sóng ở bất kỳ đâu trên toàn quốc cho đến ngày 10 tháng 1 năm 2015, khi Antenna TV bắt đầu phát sóng bộ phim vào cuối tuần, kéo dài đến ngày 27 tháng 5 năm 2017. Kênh này tiếp tục phát sóng chương trình vào ngày 9 tháng 9 năm 2017.
Ở châu Âu, bộ phim được trình chiếu theo khu vực tại Vương quốc Anh trên ITV từ tháng 10 năm 1985 đến cuối năm 1988 (chỉ có hai mùa được chiếu). Sky One cũng phát sóng toàn bộ loạt phim từ năm 1988 đến đầu thập niên 1990. Ở Ý, bộ phim xuất hiện vào giữa thập niên 1980 trên kênh Italia 1 và có tựa đề Super Vicky. Ở Pháp, bộ phim được chiếu dưới nhan đề La Petite merveille trên Canal+, bắt đầu từ tháng 11 năm 1985. Ở Tây Ban Nha, phim lên sóng trên Antena 3 Televisión với tên Un robot en casa (hay La pequeña maravilla) vào tháng 12 năm 1995. Ở Đức, tác phẩm được phát sóng trên ProSieben vào năm 1990 (với một số lần phát lại vào đầu thập niên 1990) và có tựa đề là Vicki.
Tác phẩm còn được phát sóng trên nhiều đài truyền hình ở Trung Đông, chẳng hạn như Saudi TV Channel 2 và Iraq TV Channel 1, với phụ đề tiếng Ả Rập và nhan đề là الاعجوبة الصغيرة. Ở Ả Rập Saudi vào thập niên 80, phim được phát sóng hàng ngày trong tháng Ramadan trên kênh truyền hình Saudi TV (Kênh 2).
Ở Ấn Độ, Pakistan, Trung Quốc và các nước châu Á khác, Small Wonder được phát sóng trên các đài truyền hình địa phương và Star TV Network vào giữa thập niên 1990. Năm 1994, phim lần đầu được phát sóng ở Ấn Độ trên Star Plus bằng tiếng Anh, sau đó bằng tiếng Hindi trong cùng năm đó, cho đến năm 1998 và bằng tiếng Tamil trên Star Vijay vào đầu những năm 2000. Tác phẩm được phát sóng ở Pakistan trên Network Television Marketing. Năm 1986, phim được phát sóng ở Thái Lan trên Kênh 9 lúc 9 giờ chiều sau bản tin buổi tối. Ở Philippines, phim được phát sóng trên GMA Network vào giữa thập niên 1980 và trên ABC vào năm 1992. Ở Indonesia, phim được phát sóng trên TVRI. TVNZ là đơn vị chiếu bộ phim ở New Zealand vào khung giờ chiều các ngày trong tuần vào giữa thập niên 1980.

## Băng đĩa tại gia
Shout! Factory là đơn vị phát hành hai mùa phim đầu tiên của Small Wonder trên DVD ở Vùng 1.
| Tên DVD                    | Số tập | Vùng 1              |
| -------------------------- | ------ | ------------------- |
| The Complete First Season  | 24     | 16 tháng 2 năm 2010 |
| The Complete Second Season | 24     | 22 tháng 6 năm 2010 |

## Đón nhận
Mặc dù được người xem yêu thích, song tác phẩm bị một số nhà phê bình coi là một trong những bộ hài kịch tình huống tệ nhất mọi thời đại. Robert Bianco (nhà phê bình truyền hình của USA Today) liệt phim là ứng viên cho một trong những chương trình truyền hình tệ nhất mọi thời đại. vào năm 2002. Theo BBC, Small Wonder "được nhiều người xem là một trong những bộ phim hài kịch tình huống kinh phí thấp tệ nhất mọi thời đại." Năm 2023, khi bộ phim kinh dị M3GAN ra rạp, một số ấn phẩm đã liên hệ bộ phim này tới Small Wonder.

## Đề cử và giải thưởng
Bộ phim đã nhận được tổng cộng 14 đề cử của Young Artist Award và đoạt hai giải cho nữ diễn viên Emily Schulman.
| Năm  | Giải thưởng        | Hạng mục                                                                            | Các đề cử         | Kết quả   | Nguồn  |
| ---- | ------------------ | ----------------------------------------------------------------------------------- | ----------------- | --------- | ------ |
| 1985 | Young Artist Award | Phim truyền hình mới - hài hoặc chính kịch xuất sắc nhất                            | Small Wonder      | Đề cử     | [ 17 ] |
| 1985 | Young Artist Award | Nam diễn viên nhí trong phim truyền hình mới - hài hoặc chính kịch xuất sắc nhất    | Jerry Supiran     | Đề cử     | [ 17 ] |
| 1985 | Young Artist Award | Nữ diễn viên nhí trong phim truyền hình mới - hài hoặc chính kịch xuất sắc nhất     | Tiffany Brissette | Đề cử     | [ 17 ] |
| 1985 | Young Artist Award | Nữ diễn viên nhí phụ trong phim truyền hình mới - hài hoặc chính kịch xuất sắc nhất | Emily Schulman    | Đoạt giải | [ 17 ] |
| 1986 | Young Artist Award | Nam diễn viên nhí xuất sắc trong phim truyền hình hài hoặc chính kịch               | Jerry Supiran     | Đề cử     | [ 18 ] |
| 1986 | Young Artist Award | Nữ diễn viên nhí xuất sắc trong phim truyền dài tập: hài hoặc chính kịch            | Emily Schulman    | Đoạt giải | [ 18 ] |
| 1986 | Young Artist Award | Nữ diễn viên nhí xuất sắc trong phim truyền hình hài hoặc chính kịch                | Tiffany Brissette | Đề cử     | [ 18 ] |
| 1987 | Young Artist Award | Nam diễn viên nhí xuất sắc trong phim truyền hình hài                               | Jerry Supiran     | Đề cử     | [ 19 ] |
| 1987 | Young Artist Award | Nữ diễn viên nhí xuất sắc trong phim truyền hình hài                                | Emily Schulman    | Đề cử     | [ 19 ] |
| 1987 | Young Artist Award | Nữ diễn viên nhí khách mời xuất sắc trong phim truyền hình hài                      | Tiffany Ashley    | Đề cử     | [ 19 ] |
| 1989 | Young Artist Award | Phim truyền hình chính kịch hoặc hài gia đình đồng bộ xuất sắc nhất                 | Small Wonder      | Đề cử     | [ 20 ] |
| 1989 | Young Artist Award | Nữ diễn viên nhí xuất sắc nhất trong chương trình truyền hình gia đình đồng bộ      | Emily Schulman    | Đề cử     | [ 20 ] |
| 1989 | Young Artist Award | Nữ diễn viên nhí xuất sắc nhất trong chương trình truyền hình gia đình đồng bộ      | Tiffany Brissette | Đề cử     | [ 20 ] |
| 1989 | Young Artist Award | Nam diễn viên nhí xuất sắc nhất trong chương trình truyền hình gia đình đồng bộ     | Paul C. Scott     | Đề cử     | [ 20 ] |